# Argamasilla de Calatrava
Argamasilla de Calatrava és un municipi de la província de Ciudad Real a la comunitat autònoma de Castella-La Manxa.

## Demografia
| 1991  | 1996  | 2001  | 2004  |
| ----- | ----- | ----- | ----- |
| 5.467 | 5.472 | 5.372 | 5.374 |

## Administració
| Període      | Nom de l'alcalde/-essa       | Partit polític | Data de possessió |
| ------------ | ---------------------------- | -------------- | ----------------- |
| 1979 - 1983  | Antonio Rodríguez Daimiel †  | UCD            | 19/04/1979        |
| 1983 - 1987  | Antonio Rodríguez Daimiel †  | API            | 28/05/1983        |
| 1987 - 1991  | Rafael Rodríguez Pérez       | PSOE           | 30/06/1987        |
| 1991 - 1995  | Rafael Rodríguez Pérez       | PSOE           | 15/06/1991        |
| 1995 - 1999  | María Luisa Piedrabuena León | PP             | 17/06/1995        |
| 1999 - 2003  | Fernando Calso Fernández     | PSOE           | 03/07/1999        |
| 2003 - 2007  | Fernando Calso Fernández     | PSOE           | 14/06/2003        |
| 2007 - 2011  | Fernando Calso Fernández     | PSOE           | 16/06/2007        |
| 2011 - 2015  | n/d                          | n/d            | 11/06/2011        |
| 2015 - 2019  | n/d                          | n/d            | 13/06/2015        |
| 2019 - 2023  | n/d                          | n/d            | 15/06/2019        |
| Des del 2023 | n/d                          | n/d            | 17/06/2023        |